# Butera

Localització de Butera

Butera (sicilià Vutera) és un municipi italià, dins de la província de Caltanissetta. L'any 2008 tenia 5.063 habitants. Limita amb els municipis de Gela, Licata (AG), Mazzarino, Ravanusa (AG) i Riesi. Al seu entorn Abu l-Aghlab Abbas ibn Fadl ibn Yakub ibn Fezara va infringir una seriosa derrota als romans d'Orient en la batalla de Butera

## Administració
| Període | Identitat    | Partit        |
| ------- | ------------ | ------------- |
| 2007-   | Luigi Casisi | Llista cívica |